# (31603) 1999 GQ3
1999 جي كيو 3 (ويعرف أيضًا باسم (31603) 1999 جي كيو 3 وفق تسمية الكوكب الصغير) (بالإنجليزية: 1999 GQ3)‏ هو كويكب ضمن حزام الكويكبات؛ وترتيبه 31603 من حيث الاكتشاف.
اكتُشف هذا الجُرم الفلكي بواسطة Charles W. Juels ‏ في 10 أبريل 1999.

## وصلات خارجية
- (31603) 1999 GQ3 في قاعدة بيانات مختبر الدفع النفاث لأجرام النظام الشمسي الصغيرة

- الاكتشاف · مخطط المدار ·  العناصر المدارية · المعلمات المادية

- (31603) 1999 GQ3 على موقع ويكي سكاي: DSS2, SDSS, GALEX, IRAS, Hydrogen α, X-Ray, Astrophoto, Sky Map, Articles and images